# Vulcano di Fango Sernio
Vulcano di Fango Sernio ist ein 1990 m unter dem Meeresspiegel liegender Tiefseeberg, konkret ein Schlammvulkan, in der Drakestraße der Antarktis. Er ragt westlich von Elephant Island im Archipel der Südlichen Shetlandinseln 185 m aus dem Meeresboden auf.
Wissenschaftler des zwischen 2003 und 2004 durchgeführten BSR-Projekts an Bord des Forschungsschiffs Explora entdeckten ihn. Benannt ist er seit nach dem Monte Sernio, einem Berg in den Karnischen Alpen.